# Вооружённые силы Эритреи
Вооружённые силы Эритреи (тигринья ሓይልታት ምክልኻል ኤርትራ) — военная организация Государства Эритрея, предназначенная для защиты свободы, независимости и территориальной целостности государства.

## История
В ходе колониального раздела Африки в 1882 году итальянские войска захватили порт Ассаб, в феврале 1885 года — порт Массауа, 1 января 1890 года захваченные итальянцами территории на побережье Красного моря были объединены в колонию Эритрея. После окончания итало-эфиопской войны в 1896 году границы Эритреи были определены в соответствии с мирным договором между Италией и Абиссинией. Итальянцы рассматривали эту колонию как плацдарм и «тыловую базу» для дальнейшего проникновения в Африку — и уже в 1891 году здесь началось формирование королевского корпуса колониальных войск в Эритрее (для службы в котором нанимали туземное население).
Осенью 1932 года военно-политическое руководство Италии начало разрабатывать план военного вторжения и захвата Эфиопии — после чего строительство дорог, а также военных баз, аэродромов и других объектов военной инфраструктуры на территории Эритреи активизировалось. 3 октября 1935 года итальянские войска атаковали Эфиопию (причём наносившая главный удар наиболее многочисленная группа войск перешла в наступление с территории Эритреи). 9 мая 1936 года Муссолини объявил о объединении Эфиопии, Эритреи и Сомали в колонию Итальянская Восточная Африка (хотя боевые действия ещё продолжались).
В результате наступления британских войск в 1941 году территория Эритреи оказалась под управлением британской военной администрации (использовавшей в своих целях согласившихся сотрудничать чиновников итальянской колониальной администрации и ранее созданную итальянцами местную полицию). 
В 1952 году ООН передало Эритрею под управление Эфиопии, которая должна была стать федеративным государством. После того, как в сентябре 1961 года Фронт освобождения Эритреи начал войну за независимость Эритреи, в 1962 году Эритрея была преобразована в провинцию Эфиопии.
Война закончилась в 1991 году победой повстанцев и референдумом 1993 года, на котором большинство высказалось за независимость от Эфиопии. 24 мая 1993 года Эритрея стала независимым государством.
В 1995 году возникший спор между Йеменом и Эритреей по поводу принадлежности архипелага Ханиш в Красном море перерос в вооружённый конфликт. При посредничестве Международного суда ООН было решено, что острова принадлежат Йемену, за исключением мелких островов к юго-западу от крупных.
С 1995 года продолжительность обязательной военной службы составляет 18 месяцев.
В 1998 году неопределённость эритрейско-эфиопской границы привела к войне, длившейся 2 года, и установлению Временной зоны безопасности (англ. Temporary Security Zone (TSZ)) на границе с Эфиопией.
В 2005 году Эритрея купила крупную партию оружия в Болгарии (120 танков Т-55А, двадцать 122-мм самоходных гаубиц 2С1 «Гвоздика» и десять бронированных тягачей МТ-ЛБ).
В 2008-2009 гг. власти США обвинили Эритрею в поддержке международных террористических групп. 
В 2008 году спор о принадлежности острова Думейра в Красном море закончился вооружённым столкновением между эритрейскими и джибутийскими войсками. Остров, принадлежность которого пока не определена, был занят эритрейскими войсками.
В 2009 году поддержка Эритреей антиэфиопских сил в сомалийском конфликте стала причиной введения санкций ООН против Эритреи (в том числе, введение 23 декабря 2009 года Советом Безопасности ООН эмбарго на поставки оружия).
В 2016 году общая численность регулярных вооружённых сил Эритреи составляла 201,75 тыс. человек, также имелись военизированные вооружённые формирования, не входившие в состав вооружённых сил (две роты гражданской гвардии и территориальная милиция численностью около 50 тыс. человек).
8 июля 2018 года премьер-министр Эфиопии Абий Ахмед и президент Эритреи Исайяс Афеворки подписали декларацию о мире и дружбе, в которой объявлялось о прекращении состояния войны между двумя странами, а также заявили о готовности сотрудничать в ряде сфер, в том числе — в экономической и социальной областях. После этого, по предложению Эфиопии, 14 ноября 2018 года эмбарго ООН на поставки оружия в Эритрею было отменено.
Однако в связи с продолжением участия военнослужащих Эритреи в вооружённом конфликте на территории Эфиопии 12 ноября 2021 года казначейство США ввело санкции против вооружённых сил Эритреи.
Личный состав вооружённых сил страны принимает ограниченное участие в миротворческих операциях ООН (потери Эритреи во всех миротворческих операциях с участием страны составили 5 человек погибшими).

## Общие сведения
Вооружённые силы Эритреи

### Призывной возраст и порядок комплектования
Вооружённые силы Эритреи комплектуются по призыву и на добровольной основе, мужчинами и женщинами, гражданами Эритреи, в возрасте 18 — 40 лет; срок службы по призыву — 18 месяцев (по данным на 2006 год).
Человеческие ресурсы, доступные для воинской службы
- мужчины в возрасте 16-49 лет: 1 350 446
- женщины в возрасте 16-49 лет: 1 362 575 (2010, оценочно)

Человеческие ресурсы, годные для воинской службы
- мужчины в возрасте 16-49 лет: 896 096
- женщины в возрасте 16-49 лет: 953 757 (2010, оценочно)

Человеческие ресурсы, ежегодно достигающие призывного возраста
- мужчины: 66 829
- женщины: 66 731 (2010, оценочно)

Военные расходы относительно велики: по данным на 2006 год они составляли 6,3 % ВВП — 8 место в мире

## Современное состояние
По состоянию на начало 2022 года, общая численность вооружённых сил составляла 201,75 тыс. человек.
- сухопутные войска: 200 тыс. человек (4 армейских корпуса, 10 пехотных дивизий, одна дивизия специального назначения и одна механизированная бригада); 270 танков Т-54 и Т-55, 40 БРДМ-1 и БРДМ-2, 15 БМП-1, 35 бронетранспортёров, 45 самоходных артиллерийских установок и 213 буксируемых орудий полевой артиллерии, 44 шт. РСЗО (35 шт. 122-мм БМ-21 «Град» и 9 шт. 220-мм «Ураган»), 150 миномётов, некоторое количество ПТУР (9К11 «Малютка», 9К111 «Конкурс») и ПЗРК «Стрела-2», 70 орудий зенитной артиллерии (самоходные ЗСУ-23-4 «Шилка» и 23-мм ЗУ-23)[1]
- ВВС: 350 человек; 10 реактивных тактических истребителей (4 МиГ-29, 2 МиГ-29УБ, Су-27, Су-27УБК, 2 МиГ-29СЕ), 5 транспортных самолётов, 16 учебных самолётов, 8 многоцелевых вертолётов (4 «Bell 412EP Twin Huey» и 4 Ми-17)[1].
- военно-морские силы: 1400 человек, 12 патрульных катеров, два танкодесантных корабля и один танкодесантный катер[1]